# Agustín de Jáuregui
Agustín de Jáuregui y Aldecoa (Lecároz, Navarra, España, 17 de mayo de 1711-Lima, Virreinato del Perú, Imperio español, 29 de abril de 1784) fue un militar y político español, nacido en el reino de Navarra, quien llegó a ocupar sucesivamente los cargos de gobernador en la Capitanía general de Chile y virrey del Perú.

## Biografía
Hijo de Matías de Jáuregui y Apesteguía y de Juana de Aldecoa y Borda, nació en Navarra en 1711. Dedicado a la carrera de las armas, se inició como caballerizo del rey Felipe V y, con el grado de capitán, encabezó el regimiento de dragones de Almansa que sirvió en África. Luego de una brillante trayectoria militar, durante la cual fue honrado con el hábito de caballero de la Orden de Santiago (1736), y ostentando el grado de teniente coronel, fue trasladado en 1740 a la isla de Puerto Rico, y de aquí a la de Cuba. Algunos años después, ya de regreso a su patria, participó en la campaña de Portugal al frente del regimiento de dragones de Sagunto, cupiéndole destacada actuación en el sitio y toma de Almeyda (1762). Reconocido como mariscal de campo recibió, en 1773, el nombramiento de gobernador y capitán general de Chile y siete años más tarde fue promovido al rango de teniente general y designado virrey del Perú (10 de enero de 1780), en reemplazo de Manuel de Guirior. Su recibimiento solemne por parte del cabildo limeño tuvo lugar el 5 de noviembre de dicho año, a pesar de estar ejerciendo sus funciones desde julio. Es famoso el discurso de elogio pronunciado por José Baquíjano y Carrillo —con veladas críticas al sistema colonial— en el acto de su recibimiento por la Universidad de San Marcos, en agosto de 1781.
Al igual que su predecesor, debió sufrir las injerencias administrativas del visitador general José Antonio de Areche, quien adicionalmente había sido nombrado superintendente de la real hacienda (1780). No obstante, gracias a su carácter conciliador pudo evitar Jáuregui las pugnas de competencia y aun lograr que ese intemperante funcionario fuera cambiado. La atención fundamental de su gobierno estuvo concentrada en el levantamiento del cacique de Pampamarca, José Gabriel Condorcanqui, Túpac Amaru II, quien con el apoyo masivo de los indios lugareños ejecutó al corregidor de Tinta y formó un ejército con el que salió en persecución del de Quiquijana y otros, proclamándose en contra de la injusticia de tributos, trabajos de mita y repartimientos forzados de mercancías. La rebelión intentó tomar la ciudad del Cuzco pero finalmente se retiró ante la llegada de tropas realistas al mando del general José del Valle, las que contraatacaron y lograron la captura del caudillo indígena y su familia, en marzo de 1781. Tanto el cacique Condorcanqui como su mujer y sus familiares más próximos fueron cruelmente ejecutados en la plaza mayor del Cuzco (18 de mayo de 1781). Sin embargo, la rebelión no fue vencida y las fuerzas realistas tuvieron que combatir las hostilidades dirigidas por el sobrino del líder indígena, Diego Cristóbal Túpac Amaru, con el cual tuvieron que pactar un acuerdo de paz pero este sería roto por los realistas opositores a la paz, quienes asesinarían al líder indígena y deportarían a su familia. Posteriormente, las autoridades realistas dirigidas por el visitador Areche y Matalinares adoptaron medidas draconianas, como impedir la circulación de imágenes y textos que mencionen el pasado incaico y la celebración de fiestas que exaltaran su linaje, al considerar que su recuerdo se había convertido en una especie de utópica salida de la opresión virreinal. Fueron suprimidas, además, las cátedras oficiales de lengua quechua. Pero, a su vez, quedaron abolidos los odiados repartimientos de mercancías que efectuaban los corregidores, la mita minera y el propio cargo de corregidor.
Estaban ya virtualmente sofocadas las rebeliones internas cuando el virrey Jáuregui cedió el mando del país al caballero Teodoro de Croix, el 6 de abril de 1784. Falleció en la ciudad de Lima solo tres semanas después, a los 73 años de edad.

## Gobernador de Chile
Durante su gobierno se inauguró el servicio de correos terrestre de Chile.[cita requerida] Se inauguró la catedral de Santiago de Chile el 8 de diciembre del mismo año, se creó la academia de práctica forense, anexó a la Real Universidad de San Felipe[cita requerida] y se realizó el primer censo de la población del reino de Chile, el cual estableció que había 259 646 habitantes.
Es durante su gobierno que la Capitanía General de Chile sufrió la escisión de la región de Cuyo (Mendoza, San Juan y San Luis) debido a la creación del virreinato del Río de la Plata en 1776.
En 1777 establece que las milicias tienen por objeto perseguir a los bandoleros rurales, por lo que están obligadas a tener sus armas y uniformes, costeadas por ellas mismas, debiendo estar preparadas para cualesquiera acción militar y de hacer alardes cada cierto tiempo.
Célebre es su intento de conocer la población existente en Chile, para la cual ordena realizar entre 1777 y 1778 el primer empadronamiento general de población, el cual dará paso a los primeros censos oficiales en este territorio.

## Virrey del Perú
En 1780 fue nombrado virrey de Perú, llegando a Lima en julio del mismo año, en reemplazo del virrey Manuel Guirior. También, al igual que su antecesor, tuvo enfrentamiento con el visitador general español, Areche. 
Durante su gobierno, en noviembre de 1780, se desató la Gran Rebelión, liderada por el curaca Túpac Amaru II (José Gabriel Condorcanqui). El líder fue capturado y ajusticiado en 1781 aunque la guerra no culminó sino hasta la firma de un pacto de amnistía en 1782. Sin embargo, los realistas posteriormente apresan a toda la familia Tupac Amaru. 
El 26 de julio de 1783, el virrey confirmó la orden por la cual se deportaría a la familia a España, insistiendo que no fueran llevados a África ni a ningún otro presidio fuera de España por miedo a que fueran liberados y difundieran su propaganda subversiva. En este viaje fallecen casi todos sus miembros, salvo Fernando Túpac Amaru, hijo menor del líder rebelde, y Juan Bautista Túpac Amaru, su medio hermano y quien regresaría años después, tras la independencia de Hispanoamérica.
El gobierno del virrey se interesó por mejorar las defensas, las milicias y el servicio de correos. Dejó el cargo de virrey en 1784 y pocos días después falleció en Lima.

## Muerte
Según la tradición El corregidor de Tinta. (Crónica de la época del trigésimo tercio virrey) de Ricardo Palma, Jáuregui habría muerto envenenado, luego de probar unas cerezas que recibió de regalo en un canastillo.
«Así —nos dice Palma al finalizar el texto— vengaron los indios la muerte de Túpac Amaru».
El texto completo de la tradición se puede leer bajo este enlace: El corregidor de Tinta (Crónica de la época del trigésimo tercio virrey).
El virrey se habría encontrado residiendo en la Quinta del Prado —morada en la que falleció—, famoso lugar de descanso de su antecesor, Manuel de Amat y Junyet.